# Condado de Kankakee
El condado de Kankakee (en inglés: Kankakee County), fundado en 1853, es uno de 102 condados del estado estadounidense de Illinois. En el año 2000, el condado tenía una población de 103 833 habitantes y una densidad poblacional de 59 personas por km². La sede del condado es Kankakee. El condado recibe su nombre en honor al Río Kankakee. El condado forma parte del área metropolitana de Chicago.

## Geografía
Según la Oficina del Censo, el condado tiene un área total de 1764 km², de la cual 1753 km² es tierra y 13 km² (0.69%) es agua.

### Condados adyacentes
- Condado de Will (norte)
- Condados de Lake, Indiana (noreste)
- Condado de Newton, Indiana (sureste)
- Condado de Iroquois (sur)
- Condados de Ford y Livingston (suroeste)
- condado de Grundy (noroeste)

## Demografía
Según la Oficina del Censo en 2000, los ingresos medios por hogar en el condado eran de $41 532, y los ingresos medios por familia eran $48 975 Los hombres tenían unos ingresos medios de $37 776 frente a los $25 287 para las mujeres. La renta per cápita para el condado era de $19 055. Alrededor del 8.70% de la población estaban por debajo del umbral de pobreza.
La composición racial del condado era 77,6 % blanca, 15,1 % negra o afroamericana, 0,9 % asiática, 0,3 % nativa americana, 4,0 % de otras razas y 2,1 % de dos o más razas. Los de origen hispano o latino constituían el 9,0% de la población.

## Transporte

### Principales autopistas
- Interestatal 57
- US Route 52
- US Route 45
- Ruta de Illinois 1
- Ruta de Illinois 17
- Ruta de Illinois 50
- Ruta de Illinois 102
- Ruta de Illinois 113
- Ruta de Illinois 114
- Ruta de Illinois 115

## Municipalidades

### Ciudades
- Kankakee
- Momence

### Villas
| - Aroma Park - Bonfield - Bourbonnais - Bradley - Buckingham - Chebanse - Essex | - Grant Park - Herscher - Hopkins Park - Irwin - Limestone - Manteno - St. Anne | - Reddick - Sammons Point - Sun River Terrace - Union Hill |

### Áreas no incorporadas
- Pembroke
- Sollitt
- Yeager
- Pewing

### Municipios
El condado de Kankakee está dividido en 17 municipios:
| - Aroma - Bourbonnais - Essex - Ganeer - Kankakee - Limestone | - Manteno - Momence - Norton - Otto - Pembroke - Pilot | - Rockville - St. Anne - Salina - Sumner - Yellowhead |